# 波莫納高原
波莫納高原（英語：Pomona Plateau）是南極洲的高原，位於南奧克尼群島的科羅內申島西部，處於桑訥菲尤爾峰和迪肯山之間，由英國南極名稱諮詢委員命名，現時由南極條約體系管理。